# Acanthoderes rubripes
Acanthoderes rubripes är en skalbaggsart som beskrevs av Bates 1872. Acanthoderes rubripes ingår i släktet Acanthoderes och familjen långhorningar.
Artens utbredningsområde är:
- Nicaragua.
- Panama.

Inga underarter finns listade i Catalogue of Life.